# (72539) 2001 DW103
(72539) 2001 DW103 – planetoida z pasa głównego asteroid okrążająca Słońce w ciągu 4,18 lat w średniej odległości 2,6 j.a. Odkryta 16 lutego 2001 roku.